# Hoplosternum magdalenae
Hoplosternum magdalenae là một loài cá da trơn nước ngọt nhiệt đới thuộc chi Hoplosternum trong họ Callichthyidae. Loài này được tìm thấy ở phía tây dãy Andes, tại lưu vực hồ Maracaibo thuộc quốc gia Venezuela và trong các nhánh phụ của sông Sinu và sông Magdalena thuộc quốc gia Colombia. H. magdalenae được mô tả lần đầu vào năm 1913.
Tên của loài này, magdalenae, được đặt dựa theo tên của sông Magdalena, một môi trường sống bản địa của nó.

## Mô tả
H. magdalenae có chiều dài khoảng từ 9,6 đến 11,5 cm khi trưởng thành, nặng khoảng 43 g. Chúng thường sống ở tầng đáy của các sông hồ, thích hợp với môi trường nước có độ pH từ 5,8 đến 7,8, độ cứng của nước có thể lên đến 25 dH và nhiệt độ khoảng từ 20 đến 22 °C. Thức ăn chủ yếu của H. magdalenae là giun, động vật giáp xác và rong rêu.
H. magdalenae đẻ trứng thành một "tổ bong bóng" (bubble nest). Con mái mang trứng trong một cái túi được tạo bởi vây ngực và đặt chúng trong tổ với con đực. Cá bột sẽ phát triển sau 4 tới 5 ngày.